# Simon Terry
Simon Terry, född 27 mars 1974, död juli 2021, var en brittisk bågskytt som vid olympiska sommarspelen 1992 i Barcelona tog två bronsmedaljer. Den ena var individuell, den andra tagen i lag. Terry har även vunnit guld och brons i bågskyttevärldsmästerskapen.

## Meriter

### Olympiska sommarspelen 2008
| Namn                                      | Gren         | Rankingrunda | Rankingrunda | 32-delsfinal                | 16-delsfinal     | 8-delsfinal         | Kvartsfinal      | Semifinal        | Final            | Final            |
| Namn                                      | Gren         | Poäng        | Seed         | Resultat                    | Resultat         | Resultat            | Resultat         | Resultat         | Resultat         | Plats            |
| ----------------------------------------- | ------------ | ------------ | ------------ | --------------------------- | ---------------- | ------------------- | ---------------- | ---------------- | ---------------- | ---------------- |
| Simon Terry                               | Individuellt | 670          | 7            | Hatava (FIN) (58) L 104–105 | Gick inte vidare | Gick inte vidare    | Gick inte vidare | Gick inte vidare | Gick inte vidare | Gick inte vidare |
| Laurence Godfrey, Simon Terry, Alan Wills | Lag          | 1998         | 5            | N/A                         | N/A              | Kina (12) L 210–214 | Gick inte vidare | Gick inte vidare | Gick inte vidare | 12               |